# Universidad Regional Autónoma de los Andes
Die Universidad Regional Autónoma de los Andes, kurz UNIANDES, ist eine Privatuniversität in Ambato in einer Anden-Hochebene in Ecuador.
Die Hochschule wurde 1997 gegründet und bietet seinen Studierenden neun Hochschulabschlüsse und neun Zertifikatsstudienprogramme an. Weitere Niederlassungen wurde eingerichtet in Städten Tulcán, Ibarra, Santo Domingo de los Colorados, Quevedo, Babahoyo, Riobamba und Puyo.

## Fakultäten
- Medizin
- Betriebswirtschaftslehre
- Rechtswissenschaften
- Rechnungswesen